# Explosions in the Sky

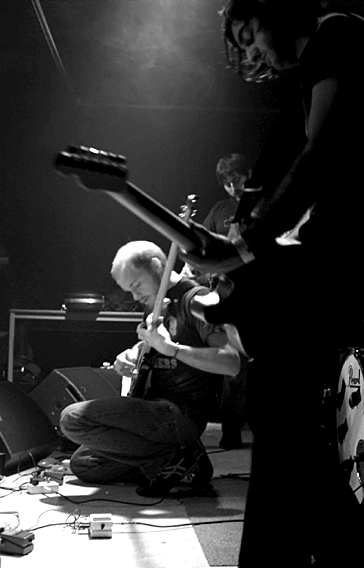
Explosions in the Sky, live op het Rhâââ Lovely Festival, 2004

Explosions in the Sky is een Amerikaanse post-rockband, afkomstig uit Austin, Texas, opgericht in 1999.

## Discografie
- How Strange, Innocence (2000, heruitgebracht op 11 oktober 2005)
- Those Who Tell the Truth Shall Die, Those Who Tell the Truth Shall Live Forever (2001)
- The Earth Is Not a Cold Dead Place (2003)
- Friday Night Lights Original Soundtrack (2004)
- The Rescue (2005)
- All of a Sudden I Miss Everyone (2007)
- Take Care, Take Care, Take Care (2011)
- The Wilderness (2016)